# 近島蛛形蟹
近島蛛形蟹（学名：Latreillia metanesa）为蛛形蟹科蛛形蟹屬下的一个种。